# Evangelisch-lutherische Filialkirche Beuerfeld
Die evangelisch-lutherische Filialkirche Beuerfeld im oberfränkischen Beuerfeld, einem Gemeindeteil von Meeder im Landkreis Coburg, stammt in ihrer heutigen Gestalt aus dem Jahr 1824.

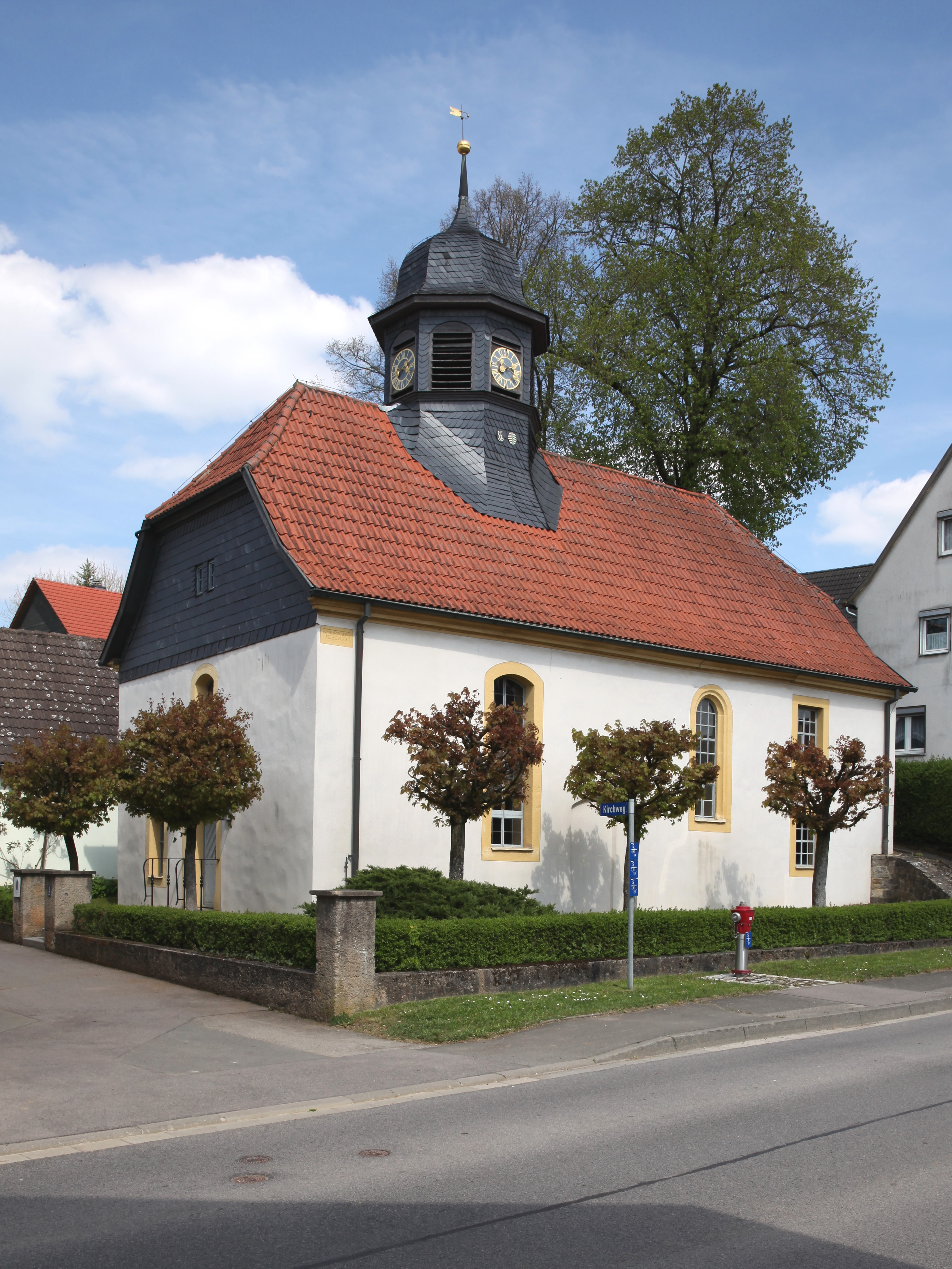
Evangelisch-lutherische Filialkirche in Beuerfeld

## Geschichte
Das Alter der Kirche ist unklar. Im Kern stammt sie wohl aus dem 17. Jahrhundert. Die älteste Jahreszahl 1625 befindet sich auf dem Taufstein. Beschädigungen im Dreißigjährigen Krieg dürften eine umfassende Wiederherstellung im 18. Jahrhundert erfordert haben. Eine Inschrift oben an der Südfront nahe der Westecke „I.M.L.S.T.17-I.E.B.G.M.85“ weist auf Baumaßnahmen damals hin. Die heutige Gestalt erhielt die Kirche im Jahr 1824, als an der Altarseite ein Fachwerkbau für die Orgelempore angebaut wurde. Eine Renovierung mit Kosten über 600.000 Deutsche Mark erfolgte 1981/82.
Beuerfeld gehört seit jeher zum Kirchspiel Meeder. Bis ins 20. Jahrhundert war der Meederer Pfarrer an zwei Tagen im Jahr in Beuerfeld, und zwar am 24. Februar und am 21. September, den Tagen der Apostel Matthias und Matthäus.

## Beschreibung

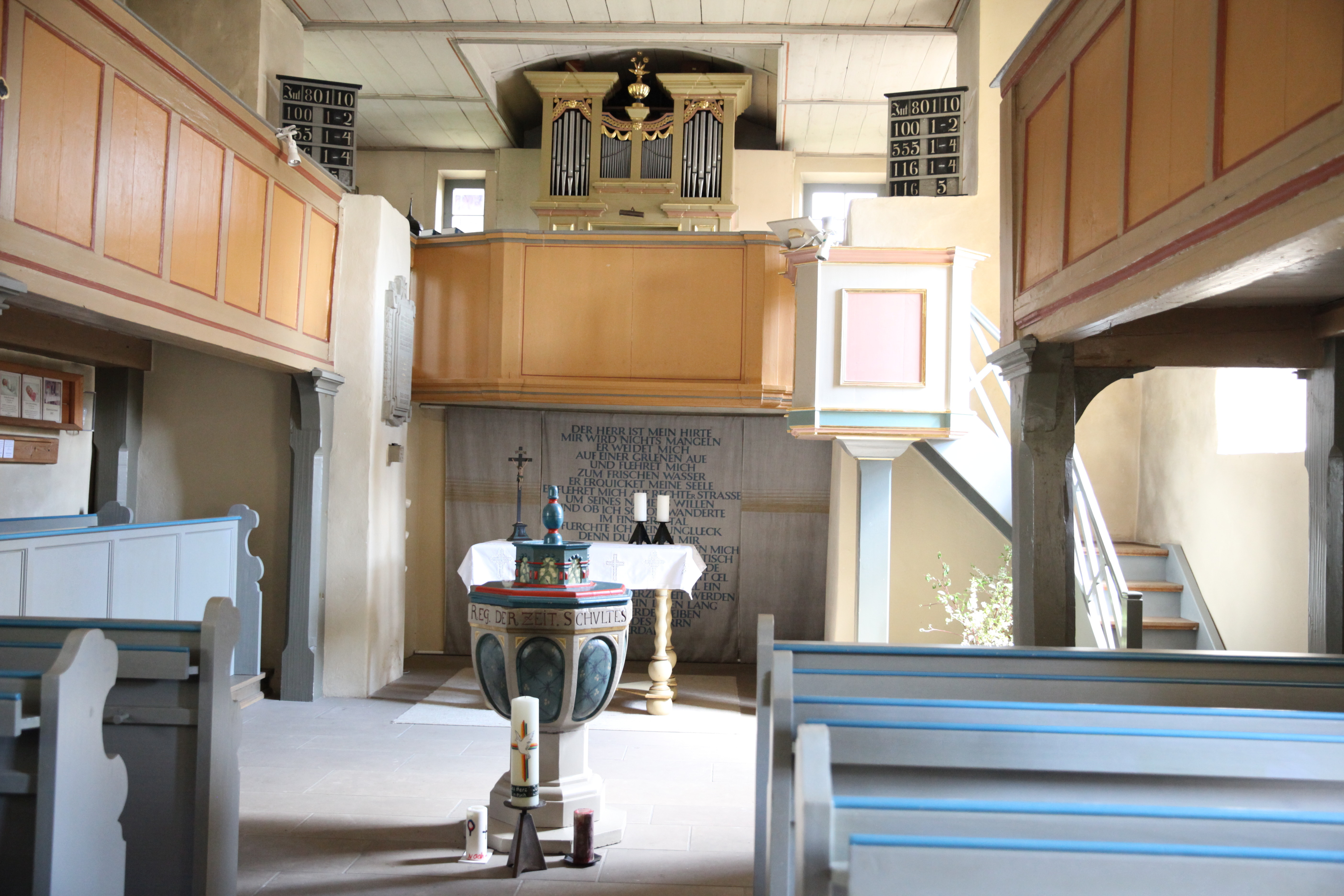
Orgel, Kanzel und Altar

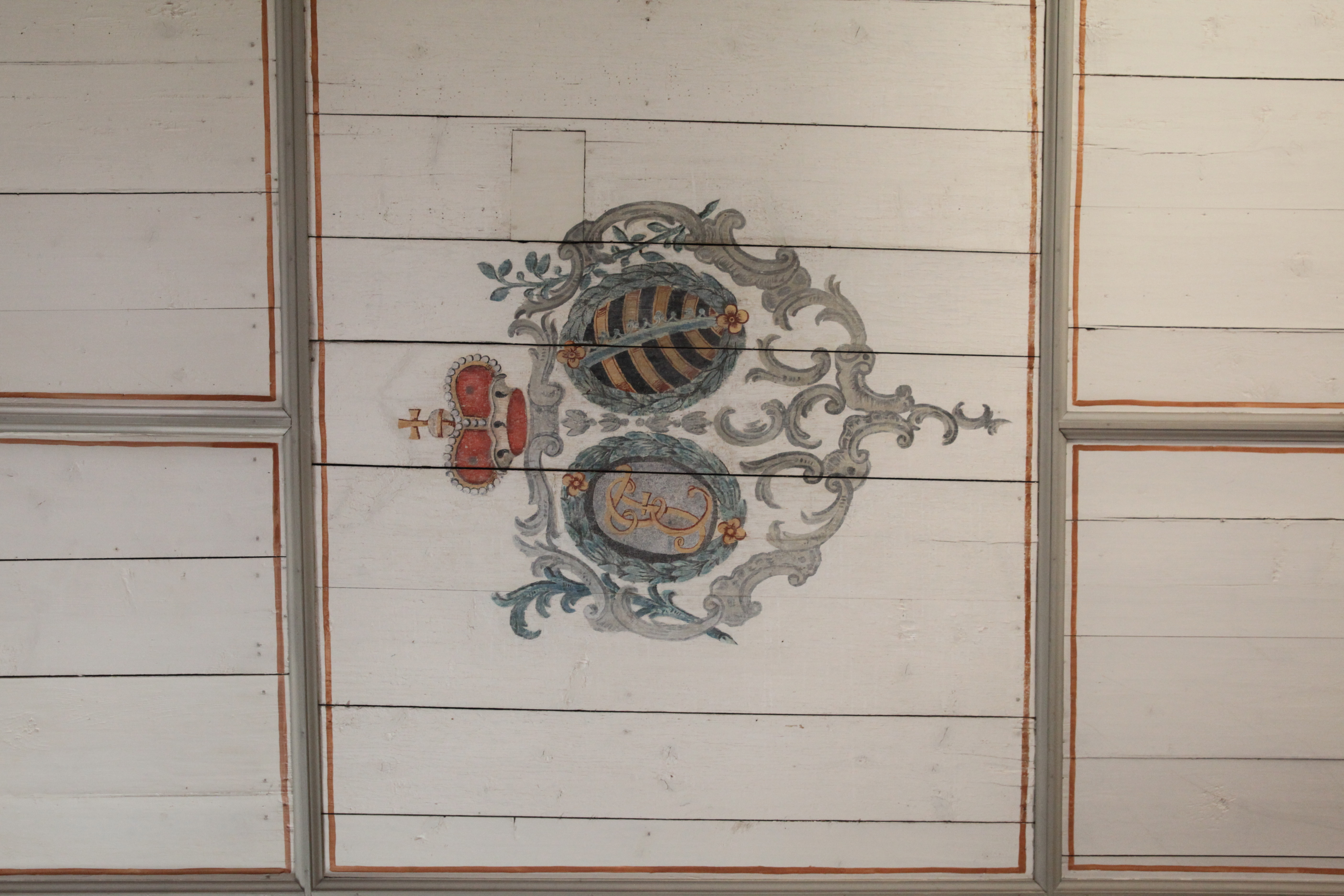
Deckenbild

Der kleine Saalbau, ursprünglich von einer Mauer umgeben, steht mitten im Dorf, parallel zur Gemeindeverbindungsstraße von Unterlauter nach Meeder. Es ist die kleinste Kirche im Bezirk des evangelisch-lutherischen Dekanats Coburg. Sie hat Platz für etwa 90 Gottesdienstbesucher.
Der ältere, westliche, als Altar- und Gemeinderaum dienende Kirchenteil ist 9,7 Meter lang und 6,5 Meter breit. An der Südseite sind ein mit doppelgekehltem Profil versehenes Rundbogenfenster und ein Flachbogenfenster vorhanden. Die Nordseite hat ein jüngeres Flachbogenfenster, die Westseite eine flachbogige Eingangstür und zwei gleichgestaltete Fenster. Der Innenraum hat an drei Seiten eine eingeschossige Empore. Er wird von einer flachen Holzdecke mit einer Feldereinteilung durch Leisten überspannt. In der Mitte befinden sich aufgemalt die Krone und darunter enthalten Schilder mit Rokokoeinfassungen das Rautenkranzwappen und den Buchstaben E.
Der jüngere, östliche Teil ist 3,4 Meter lang und beherbergt die Sakristei und die Orgelempore. Er hat gewöhnliche rechteckige Fenster an der Nord-, Ost- und Südseite.
Der westlich auf dem abgewalmten Satteldach angebrachte achtseitige Dachreiter ist verschiefert und hat Flachbogenfenster als Schallöffnungen sowie eine Kuppel. Unterhalb des südlichen Zifferblatts befinden sich wiederum das Rautenkranzwappen und der Buchstabe E.
Die hölzerne Kanzel steht am Südpfeiler der alten Ostwand. Der achteckige, pokalförmige Taufstein trägt die Jahreszahl 1625 und ist aus Sandstein. Eine Restaurierung erfolgte gemäß Inschrift am Becken 1848 durch J. P. Scheler. Der achteckige Deckel mit eingefassten Rundbogenblenden stammt bis auf den hölzernen Knopf ebenfalls aus dem Jahr 1625.

## Orgel
Im Jahr 1824 erbaute Johann Samuel Hofmann aus Neustadt die Orgel im Altarraum mit acht Registern auf einem Manual und Pedal. Es war der erste eigenständige Orgelbau Hofmanns. Das Instrument kostete 210 fränkische Gulden sowie für zwei Mann Kost und Logis während der Aufstellung.
Das kastenförmige Orgelgehäuse hat einen vierteiligen Prospekt mit zwei rechteckigen Seitenfeldern und einem zweiteiligen Mittelfeld, dessen Mittellisene von einer Vase gekrönt ist. Über den Pfeifenenden befindet sich ein ausgesägtes, friesartiges Band mit zwei gegenläufig verschlungenen Kreismäandern. Der Unterbau mit dem Spielschrank hat ein Manual mit schwarzen Untertasten und je fünf seitliche Registerzüge.